# (869) Mellena
(869) Mellena est un astéroïde de la ceinture principale découvert le 9 mai 1917 par l'astronome allemand Richard Schorr. Sa désignation provisoire était 1917 BV.